# 岡山テレメッセージ
岡山テレメッセージ（おかやまテレメッセージ）は、かつて1980年代後半から1990年代にかけて岡山県をサービスエリアとしてポケットベルなどの事業を行っていた企業。

## 概要
岡山県の有力企業である天満屋、両備バス、岡山ガスなどが中心となって設立された。中国電力も出資している。
当時はテレメの通称で知られ、1990年代中盤の爆発的なポケベル人気の中でNTTドコモと並んで加入者を急増させたが、その後ポケベル人気の中核をなしていた高校生から20代前半の若者らが携帯電話やPHSに急速に移行したことから基地局などの通信設備が過剰となり、その減価償却などに苦しむこととなった。

## 沿革
- 代表取締役社長　伊原木一衛

- 1986年12月16日 - 設立
- 1987年
  - 4月27日 - 第一種電気通信事業申請[1]
  - 5月29日 - 第一種電気通信事業許可[2]
  - 10月28日 - 開業[3]

## 通信端末
詳細はテレメッセージ内の通信端末を参照のこと。